# Белизско-британские отношения
Белизско-британские отношения — двусторонние дипломатические отношения между Великобританией и Белизом. Дипломатические отношения между двумя странами были установлены 21 сентября 1981 года.
Обе страны являются членами Атлантического пакта о сотрудничестве, Карибского банка развития, Содружества и Всемирной торговой организации, а также Соглашение об экономическом партнёрстве между CARIFORUM и Великобританией. На двусторонней основе между двумя странами заключено Соглашение о сотрудничестве в области обороны и Инвестиционное соглашение.

## История

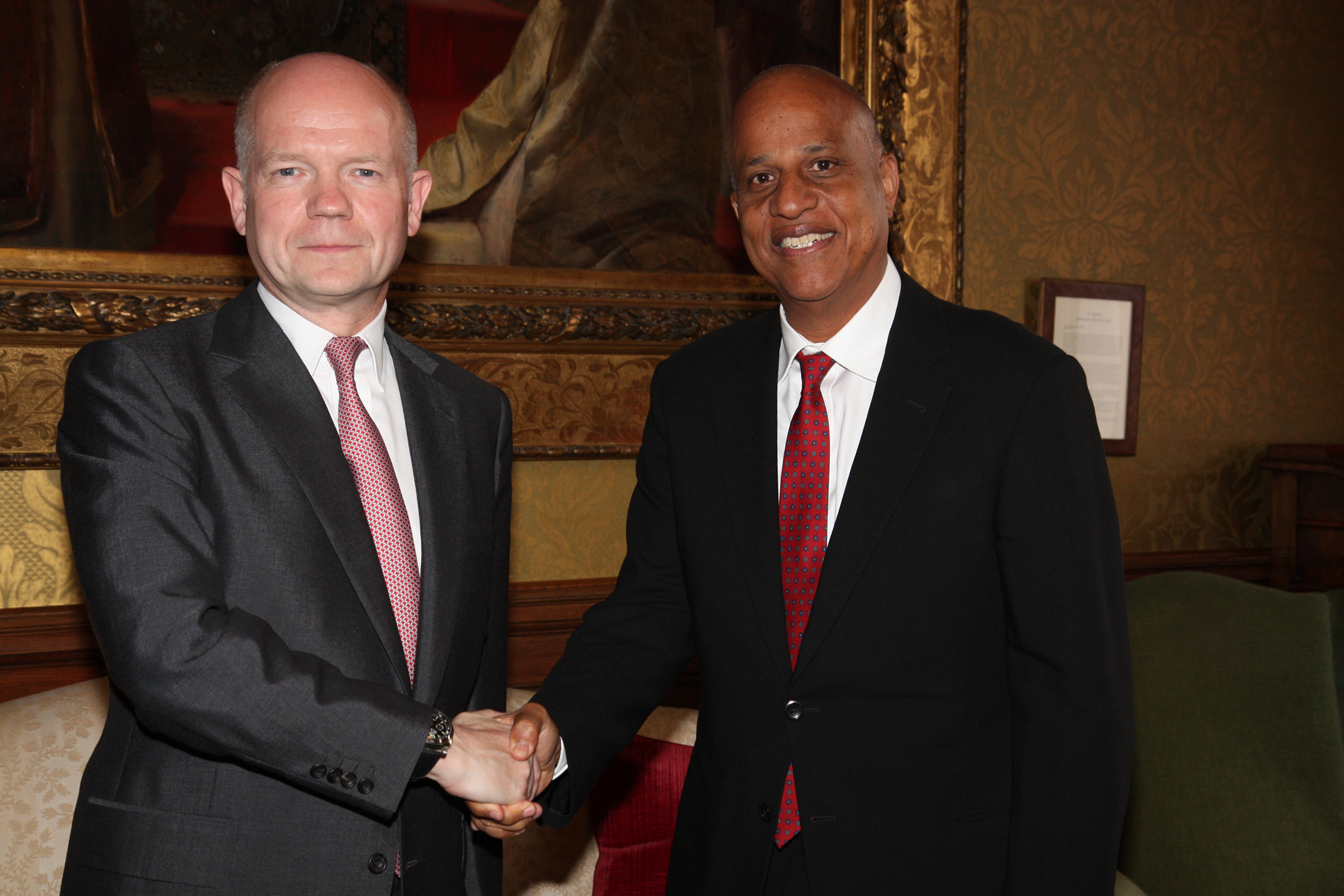
Министр иностранных дел Великобритании Уильям Хейг с премьер-министром Белиза Дин Барроу в Лондоне, июнь 2013.

Великобритания управляла Белизом в течение 200 лет, с 1783 по 1981 год, когда Белиз обрёл полную независимость.
Ранее известный как Британский Гондурас, Белиз оставался под контролем Великобритании вплоть до 1990-х годов, пока Гватемала, которая всегда претендовала на суверенитет над Белизом, не подписала договор о признании независимости Белиза.
Елизавета II дважды посещала Белиз. Первый раз — в октябре 1985 года, второй — в феврале 1994 года. 3 марта 2012 года принц Гарри посетил Белиз в рамках тура по странам Содружества в регионе в качестве представителя королевы в честь её Бриллиантового юбилея. Это был его первый сольный королевский тур. Там он переименовал бульвар Зенния (также известный как бульвар Кохун-Уок) в столице в «Бульвар Её Величества Королевы Елизаветы II» в честь своей бабушки.

## Экономические отношения
С 29 декабря 2008 года по 30 декабря 2020 года торговля между Белизом и Великобританией регулировалась Соглашением об экономическом партнёрстве между CARIFORUM и Европейским союзом, а Великобритания была членом Европейского союза.
После выхода Соединённого Королевства из Европейского союза Великобритания и CARIFORUM подписали Соглашение об экономическом партнёрстве между CARIFORUM и Соединённым Королевством 22 марта 2019 года. Соглашение об экономическом партнёрстве между CARIFORUM и Великобританией — это соглашение о непрерывности торговли, основанное на соглашении о свободной торговле с ЕС, которое вступило в силу 1 января 2021 года. В 2022 году объём торговли между странами CARIFORUM и Великобританией составил 5 108 миллионов фунтов стерлингов.

## Дипломатические представительства

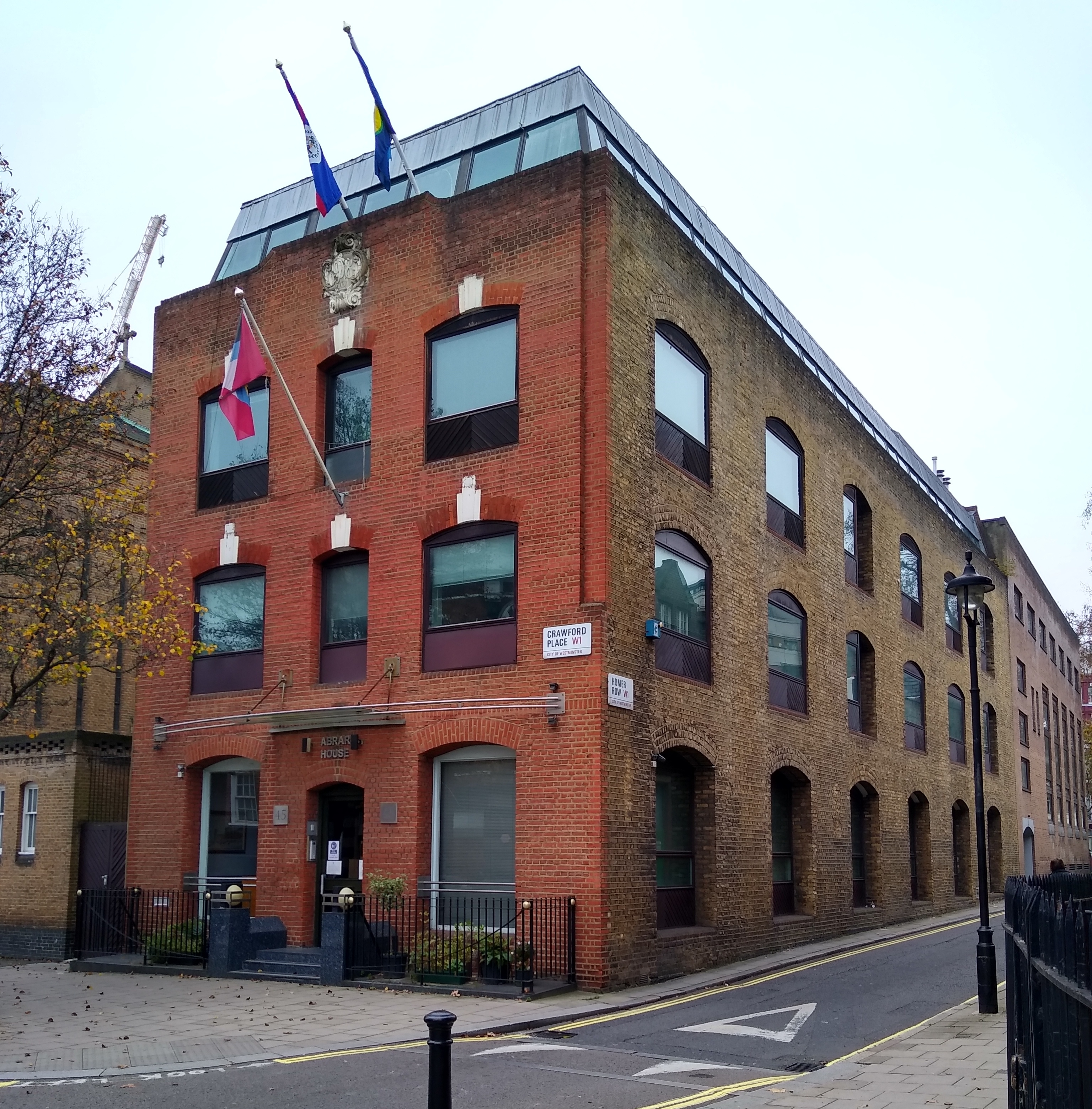
Верховная комиссия Белиза в Лондоне

- Белиз имеет генеральное консульство в Лондоне[11].
- Великобритания аккредитовано в Белизе через свою верховную комиссию в Бельмопане[12].